# پکا تومیستو
پکا تومیستو (فنلاندی: Pekka Tuomisto؛ زادهٔ ۲۹ دسامبر ۱۹۶۰) بازیکن هاکی روی یخ اهل فنلاند بود.